# Roc de la Sentinella
Roc de la Sentinella är en bergstopp i Spanien, på gränsen till Frankrike. Den ligger i regionen Katalonien, i den östra delen av landet, 600 km öster om huvudstaden Madrid. Roc de la Sentinella ligger 1 399 meter över havet.
Terrängen runt Roc de la Sentinella är huvudsakligen kuperad, men åt nordost är den bergig. Roc de la Sentinella ligger uppe på en höjd.Runt Roc de la Sentinella är det glesbefolkat, med 8 invånare per kvadratkilometer. Närmaste större samhälle är Agullana, 11,5 km öster om Roc de la Sentinella. I omgivningarna runt Roc de la Sentinella växer i huvudsak blandskog.